# Copra

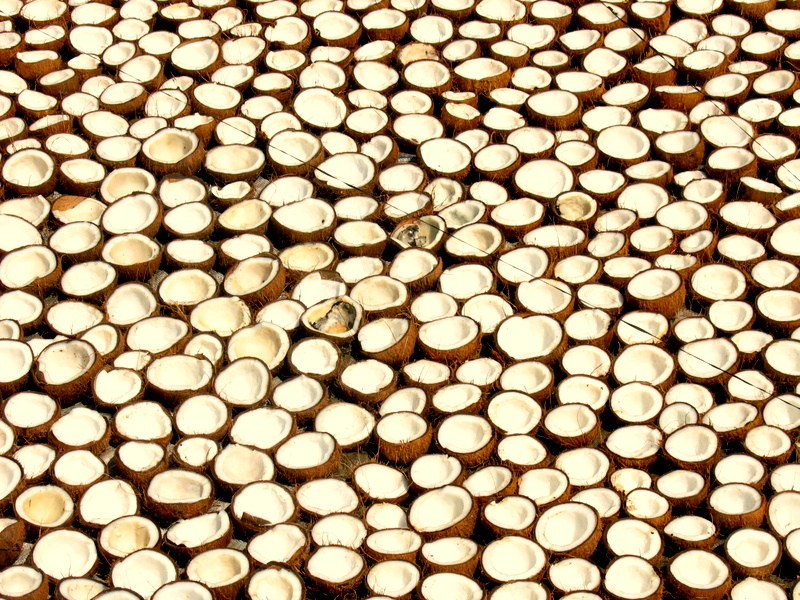
Cocos secando ao sol, em Querala, Índia

A copra é a polpa seca do coco (Cocos nucifera Linnaeus, Arecaceae). O nome deriva da palavra em malaiala koppara, que significa "coco seco".  
O copaol, ou óleo de coco, extrai-se ralando a copra e fervendo-a depois em água. A copra foi desenvolvida como um produto comercial por mercadores dos mares do sul e da Ásia durante a década de 1860. 
A elaboração da copra, ou seja, retirar a casca, desfazer a polpa e secá-la, realiza-se normalmente onde crescem os coqueiros. Na actualidade existem grandes plantações onde se integram todas as operações, mas antigamente a copra era recolhida por comerciantes que iam de ilha em ilha recolhendo-a pelo Oceano Pacífico. Na actualidade o óleo de coco obtém-se em fábricas especializadas que extraem o óleo em "expellers" ou por meio de solventes, sendo que por meio de "expellers" se obtém cerca de 60% de óleo de coco e o resíduo chamado pasta de coco, um alimento muito nutritivo para o gado bovino, principalmente leiteiro. O óleo de coco processa-se para lhe retirar a acidez e a cor e é usado principalmente para a fabricação de sabão. Usa-se ainda como manteiga para padarias, chocolate, recheios de biscoitos e inclusive em leite em pó e queijos, entre muitos outros alimentos.